# Beaufort West
Pour les articles homonymes, voir Beaufort et West.
Beaufort West est une ville d'Afrique du Sud, située dans la province du Cap-Occidental, siège de la municipalité locale homonyme et district municipal de Central Karoo. 
C'est la plus grande ville de la région aride du désert du Grand Karoo. 

## Géographie
La ville de Beaufort West se divise en quinze secteurs : Beaufort West Industrial Park, Beaufort West SP, Die Laning, Essopville, Hillside, Hillside 2, Hillside 3, Hospital Hill, Middedorp, Newlands, Nieuveld Park, North End, Prince Valley, Spoorwegkamp et Toekomsrus.
Elle fait partie du district municipal du Karoo central. 
La ville est située près du parc national du Karoo. 
Beaufort West est le centre d'un large district agricole et une ville importante sur l'autoroute N1 reliant Le Cap à Johannesbourg.

## Démographie
Selon le recensement de 2011, la ville de Beaufort West compte 20 066 habitants dont 77,92 % de coloureds, 13,66 % de blancs et 7,25 % de noirs. La ségrégation résidentielle, légale sous l'apartheid, persiste dans de nombreux quartiers : Si les populations coloureds sont nettement majoritaires dans la plupart des secteurs de la ville, les blancs sont très majoritaires dans les quartiers de Hospital Hill (81,90 % des résidents), de Middedorp (55 %) et de North End (74 %).
La langue maternelle dominante des habitants de ville est l'afrikaans (91,47 %).
Beaufort West forme avec les localités et townships de New Town, Kwa-Mandlenkosi et Rustdene une zone urbaine de 34 085 habitants.

## Historique
L'établissement est fondé en 1818 et baptisé Beaufort en l'honneur d'Henry Somerset, 5e duc de Beaufort, père de Charles Henry Somerset qui est alors gouverneur de la colonie du Cap. Elle devient la première municipalité de la colonie du Cap en 1837. 
La ville est rebaptisée Beaufort West en 1869, pour éviter la confusion avec Fort Beaufort et Port Beaufort.

## Tourisme
L'ancien hôtel de ville et l'église réformée hollandaise d'inspiration néo-gothique ont été inscrits au patrimoine national sud-africain. La ville présente par ailleurs plusieurs autres monuments et musées intéressants dont l'église anglicane, l'église catholique, la Old Jacob's House, la maison de l'ancien député de Beufort West et ancien ministre Eric Louw, le Damkoppie Monument, le Stone Fort, le War Memorial ou encore la Coronation Villa. 
C'est à Beaufort West que le chirurgien Christiaan Barnard, pionnier de la transplantation cardiaque, est né et a grandi. Le musée local lui est en partie consacré. 
La région de Beaufort West est aussi connu pour ses activités liées à l'éco-tourisme.

## Projets de mine d'uraniumRyst Kuil
La région de Beaufort West représente l'une des plus grandes réserves d'uranium en Afrique du Sud, le gisement est estimé à 28,8 millions de tonnes avec une teneur de 0,08 % d'uranium.
En 1973, l'entreprise américaine Union Carbide a découvert des minéraux contenant de l'uranium sur la ferme de Ryst Kuil située dans le Désert du Karoo à 30 km au sud-est de Beaufort West.
Le 13 mars 2007, la junior canadienne Uramin annonce que c'est la société américaine SRK Consulting qui est chargée de l'étude de faisabilité définitive du projet Ryst Kuil, qui comprend les propriétés de Ryst Kuil, Riet Kuil et Tanqua.
Le 16 mai 2007, alors que l'entreprise française du nucléaire Areva envisage d'acheter Uramin qui détient le gisement de Ryst Kiel, les services d'Areva affirme que «la planification paraît optimiste» : la «méthode d'extraction minière n'est pas encore validée : on ne dispose que d'une étude conceptuelle.». Le 15 juin, Areva annonce que l'achat est réalisé pour 2,5 milliards de dollars (soit 1,8 milliard d'euros).
Le 13 décembre 2011, Areva annonce la suspension du projet de mine d'uranium Ryst Kuil
En décembre 2013, la jeune entreprise minière australienne Peninsula Energy acquiert les projets de la filiale Areva Resources Southern Africa situés dans le désert de Karoo, dont celui de Ryst Kuil pour seulement 5 millions d'euros.

## Galerie photos

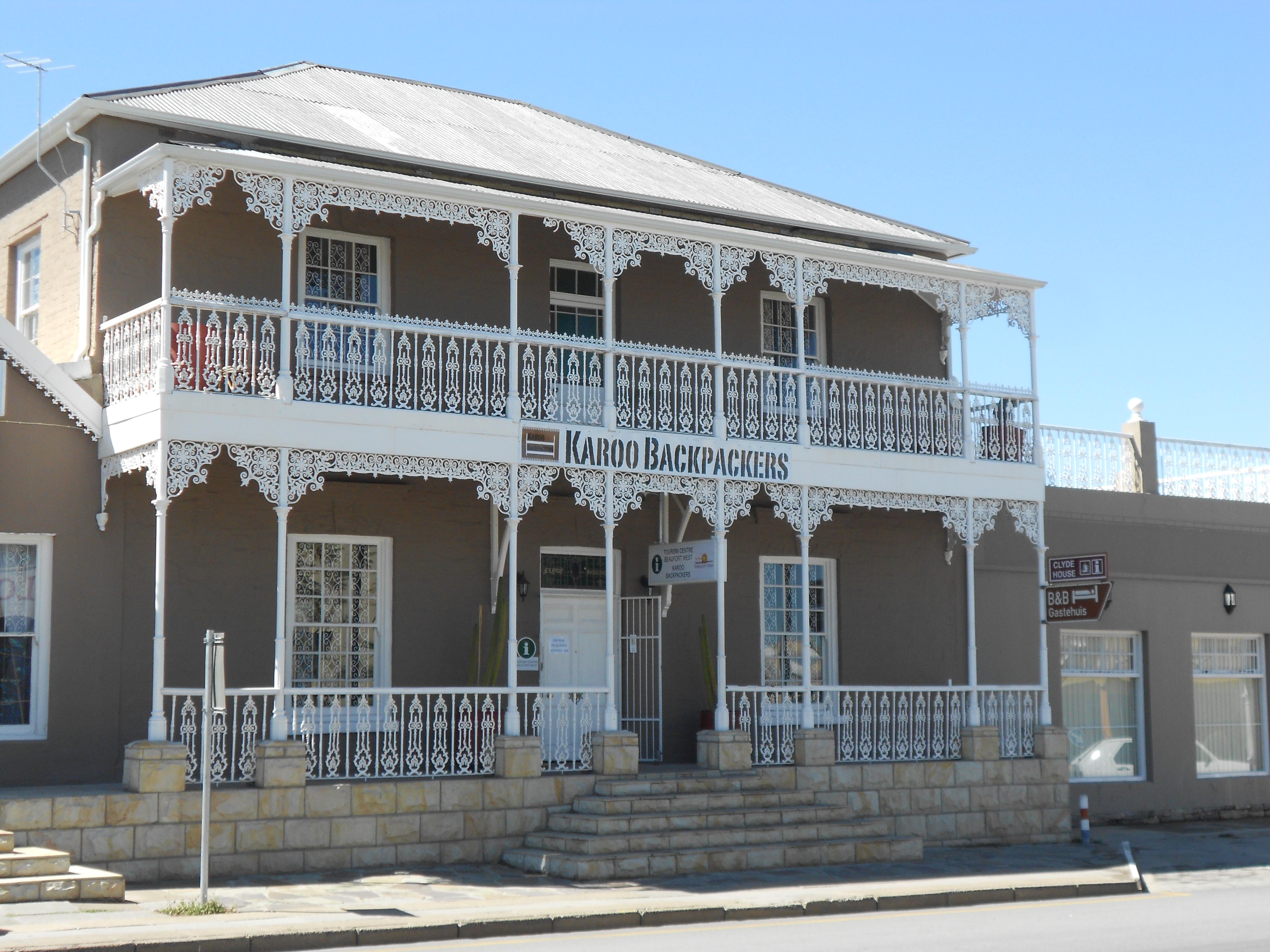
Clyde House
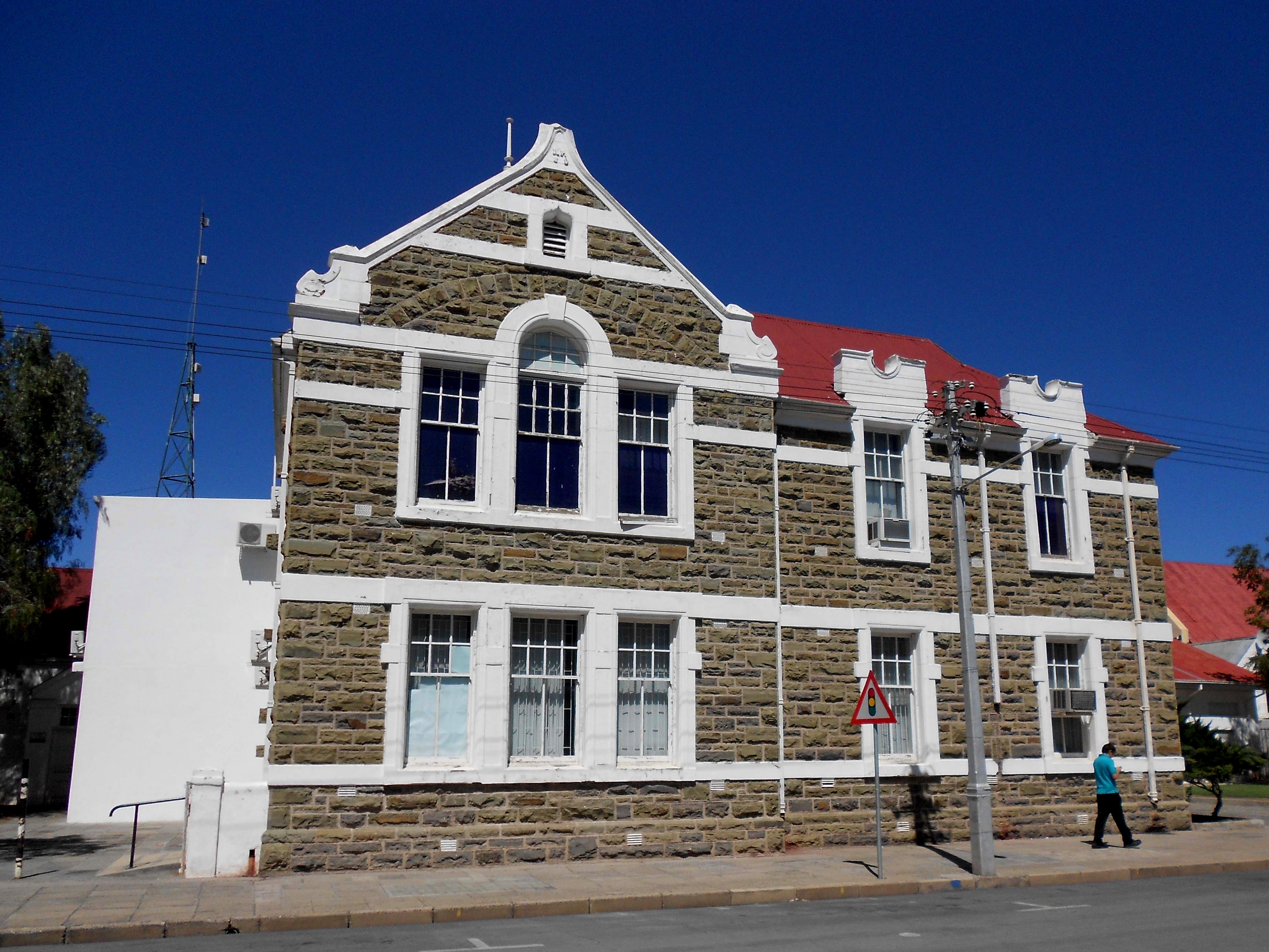
Old Girls' Public School
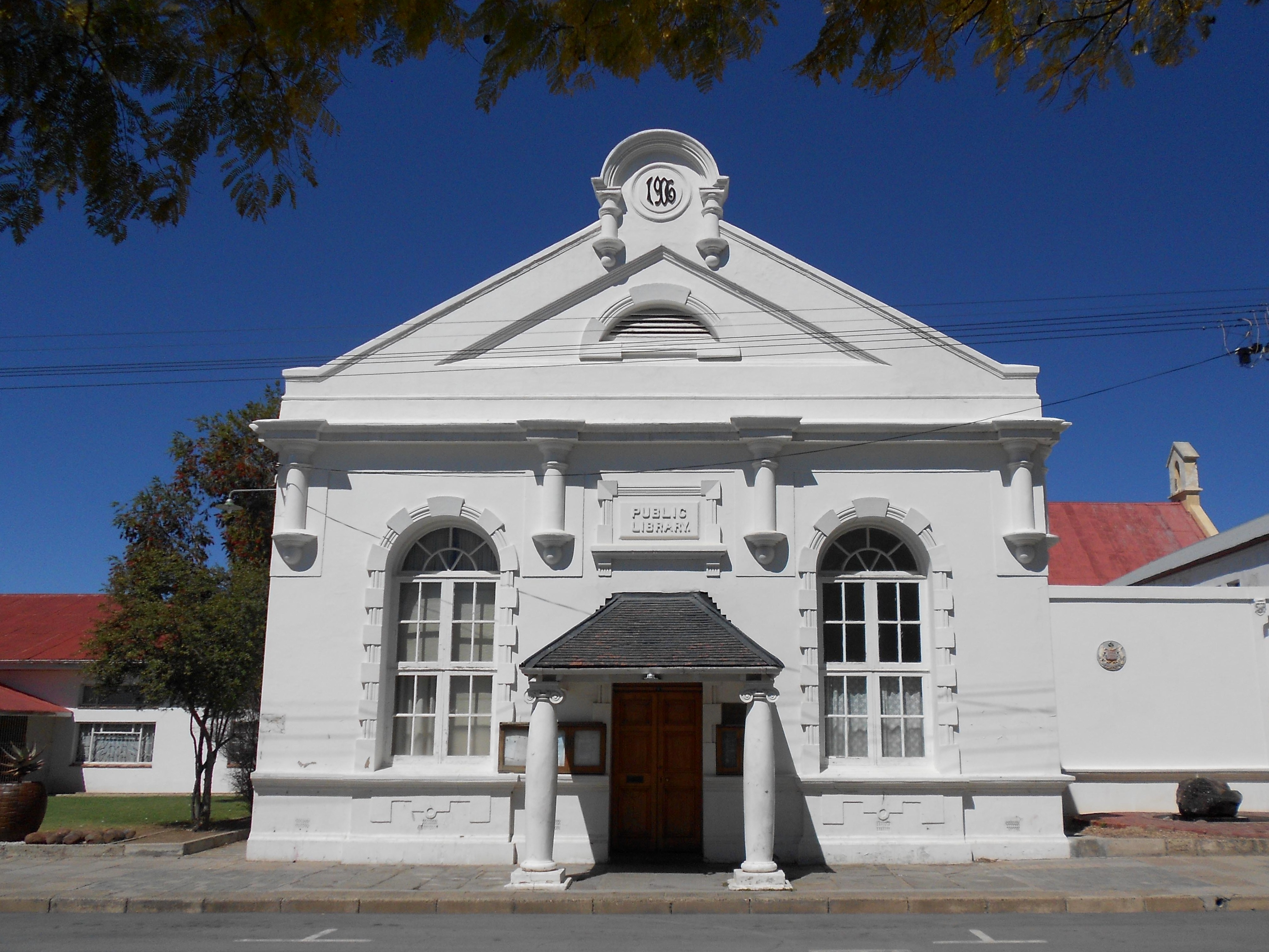
Old Public Library
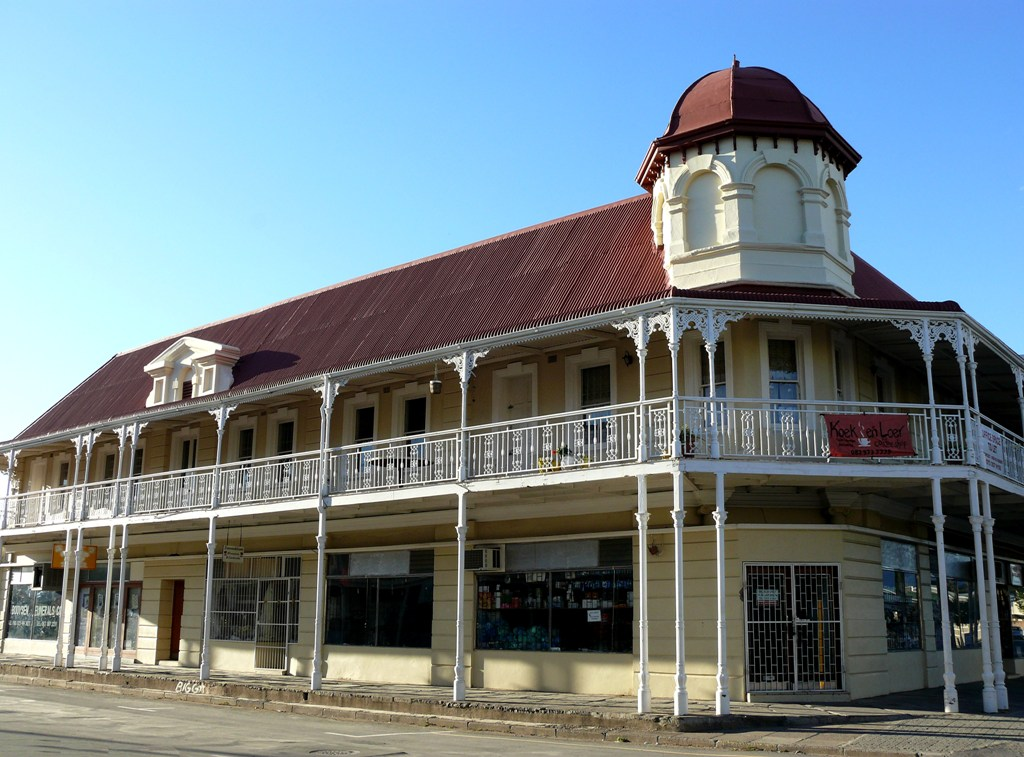
Bâtiment colonial anglais dans le centre de Beaufort West

## Personnalités
- Maria Wilman (1867–1957), née à Beaufort West, géologue et botaniste.
- Christiaan Barnard (1922–2001), né à Beaufort West, chirurgien cardiaque ayant réalisé la première transplantation cardiaque en 1967.